# Uromastyx thomasi
Uromastyx thomasi (лат.) — вид ящериц семейства агамовых. Эндемик Омана. Является самым мелким представителем рода на Аравийском полуострове. От других видов отличается коротким дисковидным хвостом, отсутствием заострённых чешуй на передним конце слухового отверстия и особенностями окраски. Растительноядный вид, ведущий дневной образ жизни. В результате незаконного вылова его численность существенно сократилась, и он был отнесён к уязвимым видам.

## Внешний вид
Является наименьшим представителем рода на Аравийском полуострове, достигая длины туловища до 19 см. Голова с короткой мордой и узкими вертикально удлинёнными ушными отверстиями без заострённых чешуй на переднем крае. Туловищные чешуи мелкие и гладкие, вокруг середины тела их 125—150, а между горловой и паховой складками — 72—100. Как у самцов, так и самок с каждой стороны тела имеется по 12—19 преанальных и бедренных пор. Хвост уплощённый, дисковидной формы, шипастый. Состоит из 11—13 сегментов и достигает 0,3 длины туловища. Имеет яркую окраску: тело светло-коричневое или желтовато-зелёное с тёмным сетчатым рисунком. От шеи до передней половины хвоста по спине проходит медная полоса. Голова у некоторых особей красноватая. У ювенильных особей и подростков по бокам головы, шеи и туловища имеются заметные тёмные полосы, а на спине и шее мелкие ржавые точки.

## Распространение
Встречается только на территории Омана, являясь эндемиком. Населяет юго-восточную часть страны, заходя вглубь на 80 км от побережья, а также на острове Масира. Обитает на высоте до 500 м над уровнем моря. Отсутствует в Дофаре в зоне муссонного климата.

## Образ жизни
Занимает разнообразные местообитания от прибрежных скалистых холмов с редкой растительностью до открытых аридных биотопов с твёрдой почвой. Активен днём. Питается преимущественно растительной пищей. Самки откладывают 13—16 яиц. Инкубация длится около 9 недель.

## Угрозы и охрана
С начала XXI века вид испытал сокращение численности на 30 % в связи с незаконным выловом для продажи в качестве экзотического питомца. Другими угрозами считаются разрушение мест обитаний из-за перевыпаса скота, разработки нефтяных месторождений и вождения вне дорог. Отнесён Международным союзом охраны природы к категории уязвимых видов. Входит в Приложение II СИТЕС. Охраняется в Резервате аравийской антилопы.